# Ruhr-Lippe Wohnungsgesellschaft

Das Unternehmenslogo

Die Ruhr-Lippe Wohnungsgesellschaft mbH ist ein 1924 gegründetes Immobilienunternehmen in Nordrhein-Westfalen mit Hauptsitz in Dortmund und Zweigniederlassungen in Dortmund, Castrop-Rauxel, Iserlohn und Soest. Der Wohnungsbestand umfasst 22.750 Mietwohnungen im Ruhrgebiet, in der Soester Börde, im südlichen Münsterland und im Sauerland.
Gesellschafter des Unternehmens sind die Landesentwicklungsgesellschaft NRW und die Deutsche Rentenversicherung Westfalen. Die Bilanzsumme beträgt etwa 768 Mio. €. Es beschäftigt 151 Mitarbeiter. Der Umsatz lag 2005 bei 102 Millionen €.
2010 stieg die LEG NRW GmbH als Gesellschafter ein. Seit 2012 besteht eine Gewinnabführungsvertrag. Die Ruhr-Lippe Wohnungsgesellschaft mbH ist eine Bestandshaltende Gesellschaft der LEG Wohnen GmbH.